# Neoechinorhynchus (Neoechinorhynchus) argentatus
Neoechinorhynchus (Neoechinorhynchus) argentatus is een soort haakworm uit het geslacht Neoechinorhynchus. De worm behoort tot de familie Neoechinorhynchidae. Neoechinorhynchus (Neoechinorhynchus) argentatus werd in 1984 beschreven door Chandra, Rao & Shyamasundari.